# جیمز برانیک
جیمز برانیک (انگلیسی: James Brannick؛ 1889 – 10 august ۱۹۱۷ (۲۷−۲۸ سال)) بازیکن فوتبال اهل پادشاهی متحد بریتانیای کبیر و ایرلند بود.
از باشگاه‌هایی که در آن بازی کرده‌است می‌توان به باشگاه فوتبال سنت میرن و باشگاه فوتبال اورتون اشاره کرد.